# 李參 (韓國)

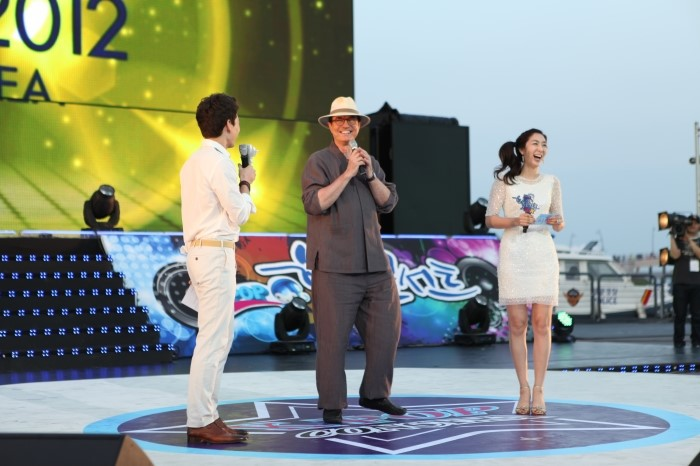
李參（中）

李參（韓語：이참），本名伯恩哈德·匡特（德語：Bernhard Quandt），是德國巴特克羅伊茨納赫出生，後於1986年歸化韓國的廣播員、演員。初到韩国时取名“李韩祐”，2001年改名“李参”。他也是韓國觀光公社首位白人社長。